# 北恩菲爾德 (英國國會選區)

選區在大倫敦的位置

北恩菲爾德（英語：Enfield North），英國國會一自治市選區，包括大倫敦北部恩菲爾德區北部的七個地方選區。
始設於1974年。本區是工黨和保守黨競爭的選區。自1997年起任當區議員、工黨的喬安·賴恩在2010年大選中被保守黨的尼克·德波伊斯以42.3%選票擊敗。